# Rune Person
Per Rune Person, född 14 mars 1914 i Sundbyberg, död 15 juli 1990 i Delsbo, var en svensk målare.
Person föddes som enda barn till montören Johan Axel Persson och Signe Aurora Schelin och från 1946 gift med Brita Maria Lindeström. Han studerade vid Otte Skölds målarskola i Stockholm 1930–1932 och med Otte Sköld som lärare vid Konsthögskolan 1934–1940.
Person företog en studieresa till Paris 1937 tillsammans med Isaac Grünewald. År 1947 ställde han ut i Luleå tillsammans med Gerry Eckhardt och Leif Christerson  och senare samma år tillsammans med Ture Lidström och Sven Lundqvist på Galerie Acté i Stockholm. Han medverkade i samlingsutställningar arrangerade av Sveriges allmänna konstförening och Sundbybergs konstförening. Hans konst består av stilleben, figurer och landskap utförda i olja eller akvarell. Person är representerad vid bland andra Östersunds museum, Luleå museum och Eskilstuna konstmuseum, liksom vid Sveriges ambassader i Bryssel, Bonn, New York, Washington, Köpenhamn, New Delhi, Tripoli Libyen, Rabat i Marocko, Gaborone i Botswana och Pyongyang i Nordkorea.
År 1964 köpte Person Sjulsbergs skola i Delsbo socken i Hälsingland där han bodde och hade sin ateljé. År 1968 tilldelades han Hudiksvalls kommuns kulturstipendium. År 1971 skaffade Person en ateljé på Lidingö. Samma år träffade han sin livskamrat Gun Wennberg. De målade tillsammans och reste tillsammans.
Rune Person är gravsatt i minneslunden på Lidingö kyrkogård.

## Utställningar
- 1942 Debut, sommarutställning på Galleri Modern bland kända och unga konstnärer.
- 1947 Galleri Acté i Stockholm tillsammans med Ture Lidström och Sven Lundqvist.
  - Luleå museum tillsammans med Ture Lindström och Leif Christersson.
  - Östersunds museum.
- 1950 Galleri Brinken tillsammans med Uno Lindberg.
- 1956 separatutställning på Galleri S:t Nicholaus med 40 oljemålningar samt 40 teckningar.
- 1963 stor separatutställning i Oslo med 53 målningar. Mestadels naturskildringar från Lofoten.
- 1964, 1969 och 1972. Utställningar på Modern Konst i Hemmiljö, Stockholm
  - 1964 separatutställning i Eskilstuna.
- 1965, Nyköpings konstmuseum och Vingåkerbygdens konstmuseum.
- 1975, ABF Galleriet i Eskilstuna.
- 1976, Ljusdalsbygdens museum. 40-50 målningar och akvareller.
- 1978, stor utställning på Kungliga Konstakademin med 44 verk. Bland annat en stor duk 3 × 4 m, med titeln "Dockornas Liv".
- 1980, Samlingsutställning på Linné-trädgården i Uppsala med 17 verk.
- 1984, Nyköpings konstförening (Konstmuseet) med 30 verk. Även utställningar i Stockholm och Hälsingland.
- 1989, Sista utställningen i Uppsala på Galleri Linné med 24 verk. Kardemumma skrev recension.
- 1990 i juli månad, Rune Person gjorde sin sista målning i Sjulsbergs skola.